# 황원슝 (활동가)
황원슝((중국어 정체자: 黃文雄, 병음: Huáng Wénxióng, 백화자: N̂g Bûn-hiông) 또는 피터 황(Peter Wen-shiung Huang, 피터 응(Peter Ng))은 대만의 민주화 운동가이자 인권 운동가이다.
황원슝은 타이페이 소재 국립정치대학 에서 언론학을 전공한 뒤 2년간 군에 복무했다. 1964년에 그는 피츠버그 대학교 사회학 대학원에 진학하였고, 1966년 코넬대학교 박사 과정에 편입했다.

## 장징궈 암살 미수 사건
1970년 4월 24일, 대만독립건국연합(台灣獨立建國聯盟) 회원이었던 황원슝과 그의 처남인 쩡 쯔차이(정자재)는 뉴욕에서 장제스의 아들이자 당시 대만의 부총리였던 장징궈의 암살을 시도했다. 황원슝은 플라자 호텔에서 총을 들고 장징궈에게 접근했으나, 미국 외교안보국 요원이 그를 밀어 제지했고 격발된 총알이 호텔 회전문을 맞히면서 미수에 그쳤다. 이후 대만독립건국연합은 이 사건에 관련이 없다는 성명을 공식적으로 발표했다.
1971년 재판에서 황원슝은 살인 미수 및 불법 총기 소지에 대한 죄를 인정하였으나, 형이 선고되기 전 보석으로 풀려난 후 미국을 떠났다. 정자재도 혐의를 인정하였으나 보석 중 도주하여 스웨덴으로 망명했다가 1972년 미국으로 송환되었고, 1973년 징역 5년을 선고 받았다. 이후 정자재는 대만에서 불법입국죄로 징역 1년을 추가로 선고받았다.

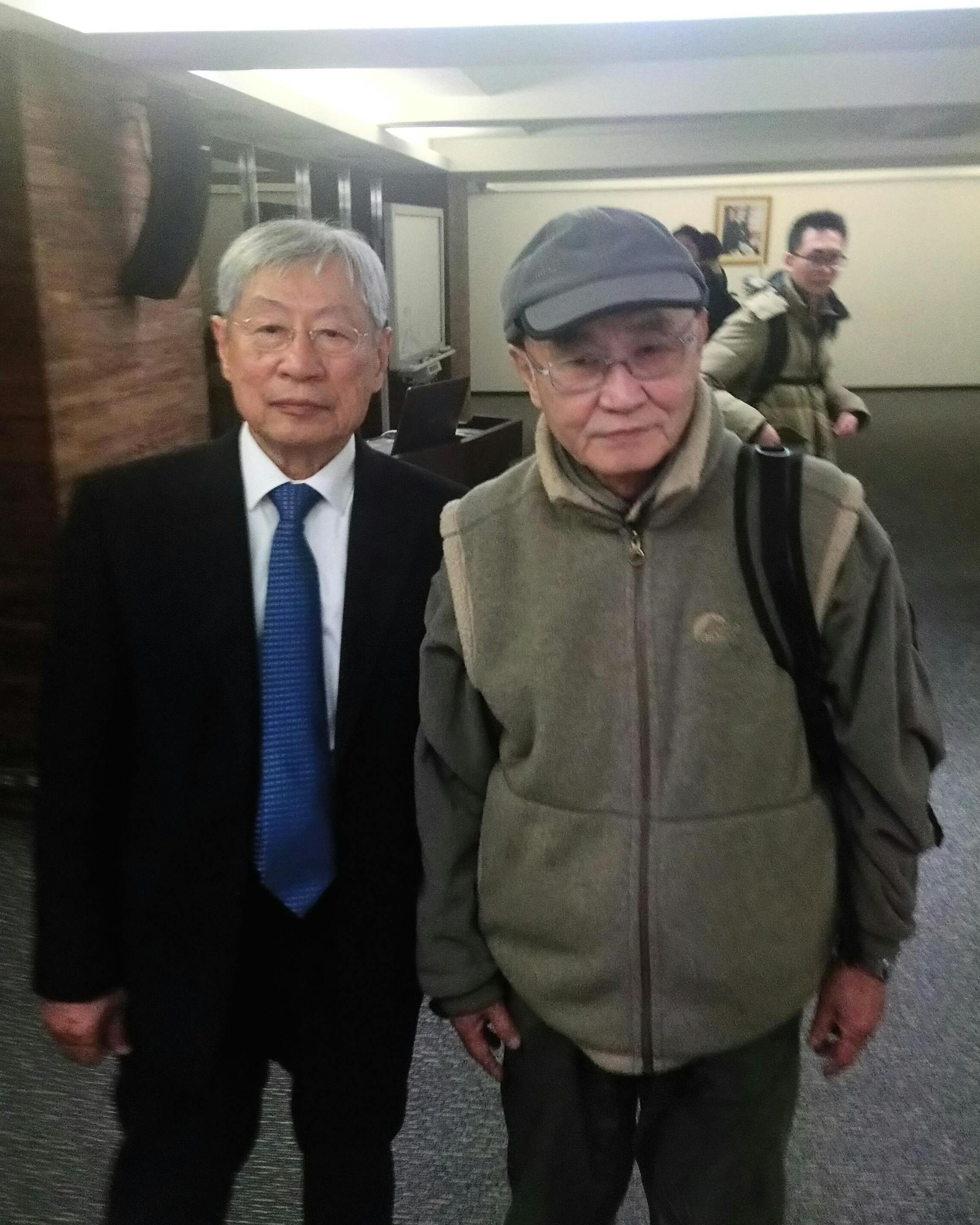
2018년 촬영한 정자재와 황원슝의 모습.

## 사건의 여파
황원슝이 일으킨 사건은 대만의 정치 개혁의 계기가 되었으며, 대만인들의 정치적 참여를 촉진했다. 황원슝은 사건 후 25년 간 은거하다 1996년 대만 법률상으로 암살 미수에 대한 공소시효가 만기되자 대만으로 돌아오며  정치적인 이유로 귀국하지 못하던 마지막 인사들 중 한 명이 되었다. 1996년 황원슝은 입국 비자를 받지 못한 상태로 귀국한 상황이었으며, 이로 인해 국가보안법 위반으로 4개월 동안 구금되었다.
1998년 황원슝은 대만인권협회의 이사가 되었으며, 2000년 국가정책고문으로 임명되어 총통에게 인권 정책과 관련된 자문을 제공하는 역할을 맡았다. 2009년 황원슝은 국제앰네스티 대만 지부의 대표가 되었고 2013년까이 역임하였다. 한편 황원슝은 대만 녹색당 창당을 지지하고 현재도 녹색당의 열성적인 지지자로 활동하고 있다.
2012년 국립정치대학은 대만의 민주화와 자유, 사회개혁에 헌신한 그에게 우수 동문상을 수여했다.
암살 미수 사건 당시 황원슝은 체포되면서 "대만인답게 서게 해다오!"라고 외쳤는데, 이는 대만 현대사의 명언이 되었다. 황원슝의 이 외침은 이후 대만 펑크록 밴드 파이어 엑스(Fire Ex)의 곡 '무명영웅(無名英雄)'의 영문 제목인 "Stand Up Like A Taiwanese"로 쓰였으며, 대만의 헤비메탈 밴드인 Chthonic의 곡 "Supreme Pain for the Tyrant"의 가사로도 쓰였다.

## 같이 보기
- 대만 독립운동
- 대만의 인권
- 저항운동
- 시민 불복종
- 쩡 쯔차이